# 아미족

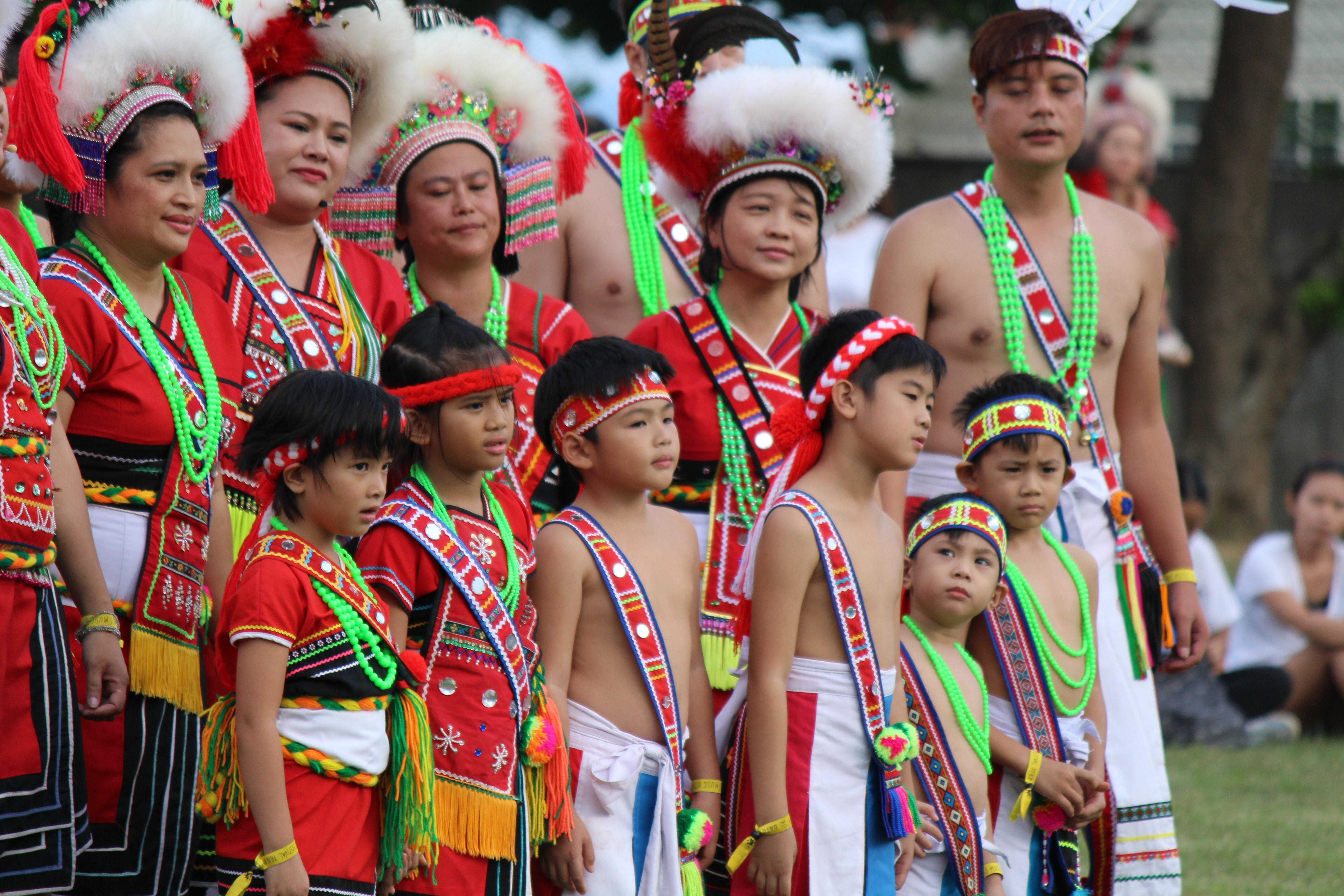

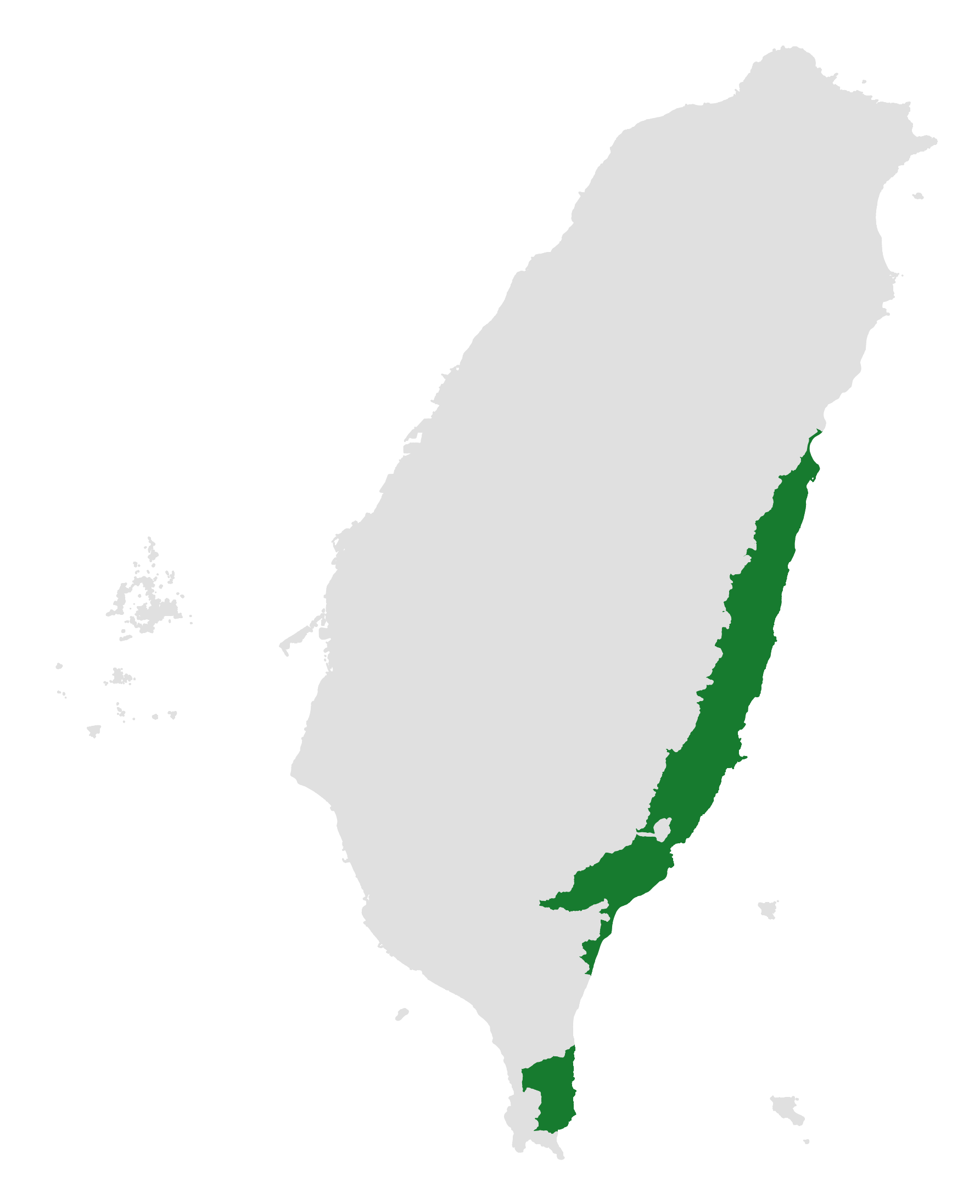
아메이족 거주 지역

아미족 또는 아미스족(Amis / Ami, 중국어: 阿美族 아메이족[*])은 공인된 대만 원주민 16개 부족 중 하나이다. 대개는 대만 동부 해안 및 대만 산맥에 거주하며 화롄현이 제일 대표적이다. 인구 약 20만 명으로 대만 원주민 중 최다(最多)이다. 아미어로는 Pangcah라고 한다.

## 같이 보기
- 중화민국의 인구
- 대만 원주민